# 翟義
翟 義（てき ぎ、? - 7年）は、中国の前漢時代末期の政治家・武将。字は文仲。豫州汝南郡上蔡県の人。父は丞相となった翟方進。兄は翟宣。
漢の実権を握り、「仮皇帝」とまで称するようになった王莽に対し、危機を感じ、反乱を起こしたが、敗れて死んだ。

## 事跡
| 姓名           | 翟義 |
| 時代           | 前漢時代 |
| 生没年         | 生年不詳 - 7年（居摂2年） |
| 字・別号       | 文仲（字） |
| 本貫・出身地等 | 豫州汝南郡上蔡県 |
| 職官           | 郎〔前漢〕→諸曹〔前漢〕 →南陽都尉〔前漢〕→行南陽太守〔前漢〕 →弘農太守〔前漢〕→河内太守〔前漢〕 →青州牧〔前漢〕→東郡太守〔前漢〕 →大司馬・柱天大将軍〔劉信〕 |
| 爵位・号等     | - |
| 陣営・所属等   | 哀帝→平帝→孺子嬰→劉信 |
| 家族・一族     | 父：翟方進 兄：翟宣 |

### 初期の事跡
漢の丞相であった翟方進の末子として生まれ、任子により若くして郎として任用された。諸曹に昇進した後、20歳にして南陽郡の都尉に就任した。赴任後、翟義は当時権勢を極めていた王莽ら王氏一族と姻戚であり、州や郡でも名声を得ていた南陽郡の宛県県令の劉立を「公金10金を盗み、無実のものを殺した」として捕縛した。しかし丞相であった父の翟方進は、この事を知ると使者の役人を通して劉立の釈放を命じ、その後「小僧（翟義）は役人のなんたるかを知らず、牢獄に入れさえすれば、死なすことができると思っていたのだ」と語ったという。
後に、翟義は何らかの罪に連座して罷免させられたが、再び登用されて弘農太守となった。次いで、河内太守、青州牧を歴任し、任地では父と同様の風貌と才能があるとして名声があり、さらに東郡太守に昇進した。

### 反乱決起までの背景
東郡太守への昇進の数年後の元始5年（5年）12月、漢の14代皇帝である平帝が死去する。後継ぎはいなかったため、4代前の皇帝であった宣帝の玄孫であり、広戚侯劉顕の子で当時わずか2歳であった劉嬰が、次の皇帝に選ばれる事となった。しかし同月のうちに「井戸をさらったところ、『告安漢公莽為皇帝（安漢公王莽に告ぐ。皇帝になるように）』と記された石が出てきた」との報せが届き、他の群臣らも王莽に阿った結果、王莽は皇帝の政務や祭事を代行する事となり、祭事の際は「仮皇帝」、民衆や群臣に対しては「摂皇帝」と称し、劉嬰は「孺子」と号され皇太子に据え置かれる事となった。
翟義は王莽の所業に危惧を抱き、挙兵して王莽を討伐しようと考えるようになった。この代替わり直後の居摂元年（6年）4月には、安衆侯劉崇が自領において反乱を起こしたが、敗北して鎮圧されていた。
同年5月、王莽は貨幣の新鋳を実施した。これと同時に王莽は列侯以下の者に黄金を所持することを禁じさせ、朝廷に黄金を上納すれば新貨幣が受け取れるものとしたが、実際には上納しても新貨幣は与えられなかった。20世紀の日本の中国史学者の東晋次は、「この仕打ちは、おそらく列侯たちの反感を買ったのであろう。翟義たちの反乱計画には、このような列侯たちの不満をも利用しようとする意図があったのである」と考察している。

### 反王莽の挙兵
翟義は、姉の子である上蔡県に住む陳豊に語った「新都侯（王莽）は、天子を代行し、天下を号令するために、宗室から幼い者を選んで孺子と号して、みずからを周公旦が周の成王を助けた故事になぞらえている。王莽は、観望しているが、必ず漢の家に取って代わろうとしており、その兆しはすでに見えている。いま、宗室は衰弱し、外に強い蛮国は無く、天下の人々が首をかしげて王莽に服從しており、国難に立ちあげられるような人物はいない。私は、幸いにも宰相の子であることを得て、この身は大きな郡の太守となっている。父子して漢から厚い恩を受けている。義としてまさに国のために賊を討ち、漢の社稷を安んずるべきである。そして、兵を挙げて、西の天子の代行にあたるべきでないもの（王莽のこと）を誅殺し、宗室の子孫を選んで、それを助けて天子として立てようと思う。たとえ、時流や運命が味方せずに不成功に終わっても、国の死に名に殉じたとなれば、それでも、先帝に恥じることはないであろう。いま、挙兵を行おうと思うが、お前は私に従うか？」。陳豊は、年が18歳で勇壮であった。陳豊は、翟義の提案を許諾した。
ついに、翟義は、東郡都尉の劉宇・厳郷侯劉信、劉信の弟である武平侯劉璜とはかりごとを行った。さらに、東郡に住んでいた王孫慶が元々から勇略があり、兵法にも明らかであったため、王孫慶に重罪があり、逮捕するといつわって、京師から呼び出した。
9月になり、毎年9月に行われる軍事演習の日に、翟義は決起して、観県県令を斬り、車騎材官の士を率いて、東郡で勇敢な人物を募集し、将帥を定めた。また、東平国の王は、劉信の子である劉匡であったため、東平国も挙兵に加わった。
翟義は、劉信を天子として擁立し、翟義みずからは、大司馬・柱天大将軍と号し、東平王傅である蘇隆を丞相に任じ、東平国の中尉の皋丹を御史大夫に任じ、漢の旧来の三公制度に似た新たな朝廷を作った。また「王莽は先の帝の平帝を毒殺し、代行と偽って天子の尊号を僭称し、漢を滅ぼそうとしている。今は、すでに天子が即位して、天罰を行い、王莽を誅殺しようとなさっている」という内容の檄文を、各地の郡や国に伝えた。各地の郡や国は震撼するとともに、王莽に平帝殺害の疑惑を抱き、翟義の軍が山陽郡に着いた時には、その衆は十数万人に達していた。
なお、かつて翟義が捕らえた宛県県令である劉立は、翟義が挙兵したと聞き、上書して軍やその役人を準備し、国のために賊（翟義）を討伐することを願い、心ではかつての恨みに対する仕返しをしようとした。劉立は、王莽によって、陳留太守に任じられ、明徳侯に封じられた。

### 王莽の対応
王莽は翟義の反乱を聞いて恐れを抱き、腹心や各々の官吏に兵を率いさせた。王莽は食事も摂れないというほどに恐れを抱き、日々昼夜、孺子嬰を抱き、郊外にある廟で祈りを行い、群臣と会うと「いにしえの大聖でも、このようなことを恐れたのであるから、ましてや、この王莽のような、とるに足らぬ人間ならなおさらである！」と話した。群臣はみな「このような異変に遭わなければ、聖徳をあらわすことはできません」と返した。
王莽は、周公旦がつくった『大誥』もまねて、自作の『大誥』を作成した。その『大誥』は、王莽が孺子嬰に政権を返還する意図があることを表明するものであった。そのため、諫大夫の桓譚らが派遣され、王莽が孺子嬰に政権を返す意図があることを各地で触れまわさせた。
長安の西にある右扶風の槐里県では趙明という男性が湾曲した堤を根拠とし、同郡の盩厔県では、霍鴻という男性が芒水の南側の竹林地帯により、翟義に応じて、兵を起こした。彼らは謀議して話した「王莽の諸将と精兵は全て東に向かい、京師は空だろう。長安に攻め込むべきだ」。その反乱は三輔に広がり、茂陵県から西の汧県に至るまで23県において盗賊が決起して、趙明と霍鴻らはみずからを将軍と称して、役所を攻めて焼き、右輔都尉と斄県県令を殺害し、役人や民を略奪・攻略し、その衆は十数万人に至り、その火は長安の未央宮の前殿からも見えた。王莽は日夜、孺子嬰を抱いて、宗廟に祈った。
東晋次は趙明と霍鴻の反乱に対して、「彼らの起兵の動機は不明であるが、あるいは当時、西羌が反乱を起こし、西海郡を攻撃していたことと関わりがあるかも知れない」と論じている。
王莽は恐れ、衛尉の王級を虎賁将軍に、大鴻臚・望郷侯閻遷を折衝将軍に任命し、大将軍の甄邯・将軍の王奇や王晏とともに兵を率いさせ、西へ向かって趙明らを迎撃させた。王莽は、甄邯に、高祖（劉邦）の廟で鉞を与え、節と鉞を持たせ、天下の兵を率いさせ、長安の城外で軍を駐屯させた。王舜と甄豊は昼夜、殿中を巡行した。

### 反乱の失敗とその死
王莽の（孫建ら）諸将は、東に向かい、梁郡の菑県についた。翟義の軍は、ここで、孫建ら王莽の軍と会戦したが、敗北し、劉璜が斬られて、その首をあげられた。
王莽はとても喜び、また、詔を下した「翟義や劉信ら謀反を起こして大逆をはかり、流言して民をまどわし、皇帝の立場を奪おうとしている。すでに、劉信の二人の子の穀郷侯劉章と徳広侯劉鮪、翟義の母の練と兄の翟宣ら親族24人も皆、長安の都市の四方に通じた場所で、はりつけにしている。民はすぐに善を行った利益をあったことを見たいと願っている。まず、車騎都尉の孫賢ら55人を皆、列侯に封じ、軍中で拝受させよう」。そして、王莽は、天下に大赦をくだした。
同年12月、翟義は、王邑らが率いる王莽軍の精鋭によって陳留郡の圉城で囲まれ、破られ、翟義と劉信は軍を捨てて逃亡する。
王邑らの軍の監軍となっていた司威の陳崇は上書して言った「陛下（王莽）は、天を奉じてその規範にのっとられ、心は亀卜にあわせられています。また、天命に応じて、その成敗を知る時も占いでその兆しを察されており、これは天と徳を同じくするものです。私が陛下の詔を読んだ日を考えてみますと、陛下のお考えが初めて発されると、反乱した者どもは敗れました。詔の文書が初めて書かれますと、反乱した者どもは大敗しました。詔が下されますと、反乱した者どもは全て斬られたのです。諸将がその矛先をそろえぬうちに、私が考えをつくさないうちに、事は全て決していたのです」。これを読んで王莽はとても喜んだ。
翟義は、汝南郡の固始県の境界あたりで捕らえられ、その死体は都の市場ではりつけとなり、さらしものとなった。劉信は最後まで捕らえられることはなかった。

### 反乱の結末
居摂3年（8年）、正月、地震があったが、王莽は天下に大赦を行った。
虎牙将軍の王邑らは関東から帰還し、兵を率いて、西の趙明らの討伐に向かった。彊弩将軍の王駿は功績がないため、罷免させられ、揚武将軍の劉歆は元の官職にもどった。また、王邑の弟である侍中の王奇が揚武将軍、城門将軍の趙恢は彊弩将軍、中郎将の李棽が厭難将軍に任じられ、また、軍を率いて西に向かった。
同年2月、王級らの軍と合流した王邑らの軍によって、趙明はせん滅され、諸県は全て平定され、王邑の軍は帰還した。
王莽は、未央宮白虎殿において酒宴を準備し、将帥をねぎらった。詔を行って、陳崇に軍功を調べさせて定めた。王莽は、上奏して言った「太皇太后（王政君）におかれては、大綱をすべられて、広く功徳あるものを封じて、善を勧められ、大いなる教化が成就しようとする時に、羌族が西海郡を攻撃し、反乱が東郡で流言をまきちらし、逆賊が西土で衆を惑わしたため、忠臣孝子は奮い怒らないものはなく、征伐するところ全てせん滅し、全てその罪に伏させ、天下は安寧となりました。今、私が制礼作楽をしている中で、孔子の言葉に従い、明文がある周の爵位の5等（階級）、領地の4等（階級）にならい、諸将帥の受けるべき爵位を5等、地4等にしていただくことを願います」。この奏上はとりあげられた。
王莽は、翟義や趙明の乱の平定だけでなく、先に益州の蛮夷や金城郡の塞外（西海郡）の羌族の反乱を州や郡でやぶった功績もあわせて、大いに諸将を列侯に封じ、その功績を称えた。列侯は、侯爵・伯爵・子爵・男爵として封じられ、その数395人にのぼり、関内侯の爵位を与えられるものは、その名を改め、附城として、都合、数百にのぼった。西海郡を討伐したものは、「羌」字を号にいれられ、槐里県の趙明らを討伐したものは、「武」字をその号にいれられ、翟義を討伐したものは、「虜」を号にいれられた。王莽の『大誥』をふれ回った諫大夫の桓譚も、帰還してから明告里附城に封じられた。
王莽は、翟義の邸宅を全て破壊し、みずたまりにした。また、汝南郡にある翟義の父である翟方進とその先祖の墓をあばいて、棺やひつぎを焼き、翟義の三族を滅し、その誅殺は赤子にまで及び、全て同じ穴に埋められ、いばらや五種の毒草とともに葬られた。
さらに、王莽は、『春秋左氏伝』宣公12年条の楚の荘王の言葉を引用して、古の王が不義の者を討ち果たした証として、「京観（死体の山の上に土盛りしたもの）」を作ったことにならい、翟義や劉信が決起した東郡の濮陽県と東平国の無塩県、翟義たちが討伐された圉県、趙明の決起した槐里県（右扶風）、霍鴻が決起した盩厔県（右扶風）の5か所において、反乱に加わった人物たちの死体が通路に積み上げられ、四方が6丈、高さが6尺の死骸の山が積み上げられ、その上に土が盛られて、さらに棘のある木で周りを囲われ、その上に標識となる木が建てられて、１丈6尺の高さの「京観」にされた。
群臣たちはまた、奏上した「摂皇帝（王莽）が践祚されている以上、（王莽が）国の宰相をされていた以上は異なります。制礼作楽がまだ終わられていませんが、（王莽の）二人のお子様の爵位を公爵にされるべきです。また、（王莽の兄の子である）王光も列侯に封じるべきです」。そこで、王政君は詔を下して、王莽の三男の褒新侯王安を新挙公に、賞都侯王臨を褒新公に、王光を衍功侯に封じた。
この時、王莽は領地の新都国に帰ってきた。群臣はまた、王莽の孫の王宗を新都侯に封じるように奏上した。王莽は、翟義を滅亡させ、自分の威徳が日々盛んになっていくのを見て、天や人からの助けが得られていると思いこみ、ついに真の皇帝になることを謀るようになったと伝えられる。
同年、12月、王莽は漢からの禅譲をうけ、皇帝に即位し、新王朝を建国する。

## 評価
『漢書』において、班彪は翟義についてこのように評価している。「王莽が起きる時は、天の威力に乗ったものであるため、翟義に（秦の勇者の）孟賁や夏育のような武勇があったとしても、王莽に敵するのは、どのような利点があったのであろうか？翟義は己の力量を計り切れず、忠義の心を抱いて発憤したが、その宗族を損なってしまった。悲しいことではないか！」
東晋次は班彪の言葉に同意して、「王莽の独裁が開始された当初は、なお人心の支持を受けて勢いがあったのであり、それを押し止めることはきわめて困難であったろう」と論じている。
渡邉義浩は「王莽は、自らの即位を妨げようとした翟義を武力で鎮圧することができた。しかし、「大誥」を配布して政権を孺子嬰に返還する約束をしたことも事実である。王莽は政権を返さず、漢を滅ぼして新を建国するための揺るぎない正統性を必要とした。ここで、漢火徳説・漢堯後説と王莽舜後説が結合する」と論じている。。

## エピソード
翟義の兄の翟宣は、字を太伯といい、経書に通じ、篤行厚い君子人であった。父の翟方進の生前に、関都尉と南郡太守を歴任していた。
翟義が決起する数か月前、翟宣が長安の屋敷にいたが、屋敷は何度も怪事があった。夜に鳴き声がしたので、調べてきいても、その所在が分からなかった。翟宣が、諸生を教授して堂にあふれさせていた時、犬が外から入ってきて、堂の中庭にいた、たくさんのアヒルにかみついてきた。翟宣たちは、おどろいて、アヒルを救おうとしたが、すでに皆、頭をかみ斬られており、犬は門から走り出て、どこにいったか分からなかった。
翟宣は大いにこのことを不審に思い、継母に話した「文仲（翟義の字）は、東郡太守として、仲間を親しんでおり、今、不吉な怪事が何度も起きています。大きな禍が来るのではないかと恐れています。お母さまには故郷にお帰りいただき、私の家を捨て去って、害をお避けいただきますように」。しかし、継母は同意しなかったため、翟義の乱の時に、ともに処刑された。